# Uleiorchis liesneri
Uleiorchis liesneri är en orkidéart som beskrevs av Germán Carnevali och Ivón Mercedes Ramírez Morillo. Uleiorchis liesneri ingår i släktet Uleiorchis och familjen orkidéer. Inga underarter finns listade i Catalogue of Life.